# 小行星3790
小行星3790（英語：3790 Raywilson）是一颗围绕太阳公转的小行星。1937年10月26日，卡尔·威廉·雷睦斯在海德堡发现了此天体。
这颗小行星的绝对星等为95.90230253182914等。